# 勒内斯屈尔
勒内斯屈尔（法語：Renescure，法語發音：[ʁənɛskyʁ]）是法国上法兰西大区北部省的一个市镇，位于该省西北部，和加来海峡省接壤，属于敦刻尔克区。

## 地理
勒内斯屈尔（50°43'50"N, 2°22'16"E）面积18.93 平方千米，位于法国上法蘭西大區北部省，该省份为法国最北部的省份及最长的省份，西北濒北海，西接加来海峡省，南至埃纳省和索姆省，东与比利时接壤。
与勒内斯屈尔接壤的市镇（或旧市镇、城区）包括：克莱尔马赖、康帕涅-莱瓦尔德雷克、斯塔普勒、瓦尔德雷克、阿尔克、巴万科沃、布拉兰盖姆、埃布兰盖姆、兰德、拉坎盖姆。

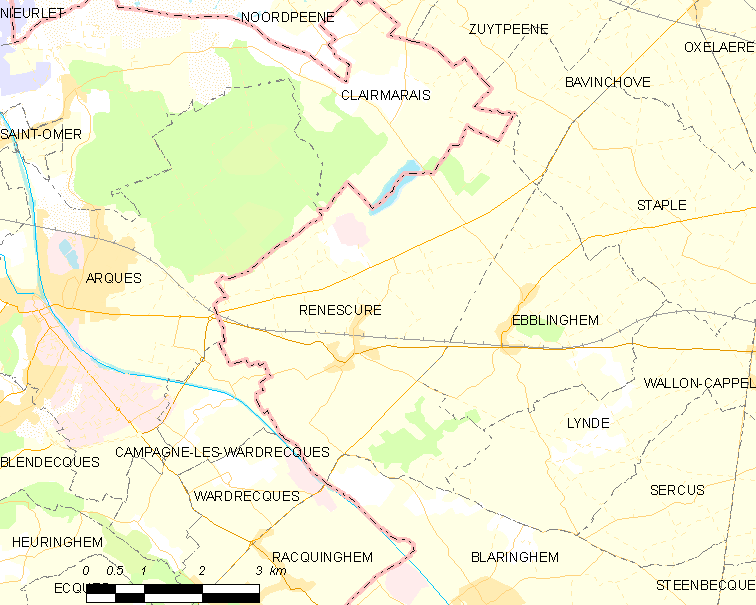
勒内斯屈尔的OSM定位图

勒内斯屈尔的时区为UTC+01:00、UTC+02:00（夏令时）。

## 行政
勒内斯屈尔的邮政编码为59173，INSEE市镇编码为59497。

## 政治
勒内斯屈尔所属的省级选区为阿兹布鲁克县。

## 人口

1962-2008年间勒内斯屈尔人口变化图示

勒内斯屈尔于2022年1月1日时的人口数量为2130人。